# Achalgârh
Achalgarh est une ville située en Inde dans l'État du Rajasthan, à 11 km au nord du Mont Abu. Le fort a été construit sous le règne de Maharana Kumbha en 1452.

## Monuments intéressants
Dans le temple hindou d'Achaleshwar Mahandeva dédié à Shiva on peut y voir ce qui serait un orteil de Shiva, ainsi qu'un Nandi en laiton (un taureau, monture de Shiva). Sous le Lingum de Shiva, il y a un trou profond dont on dit qu'il mène aux enfers.
Juste en dehors du temple près du parking, trois buffles en pierre se tiennent autour d'un réservoir. Une légende déclare que le réservoir a été par le passé rempli de ghee, mais des démons sous forme de buffles sont descendus et ont pollué le ghee jusqu'à ce que le roi les ait abattus avec son arc. Un chemin mène au sommet de la colline où des temples colorés jaïnistes construits en 1513 offrent un excellente vue sur toutes la plaine.

## Galerie

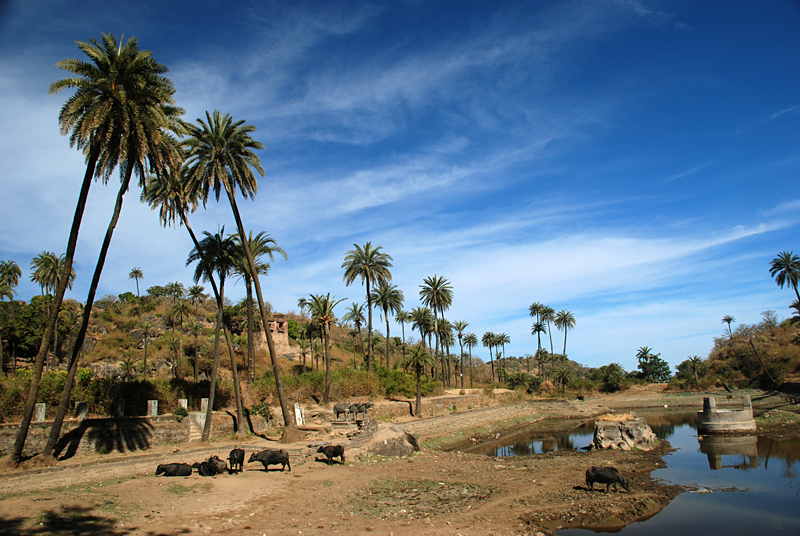
Achalgarh